# 爱德华多·卡诺
爱德华多·卡诺·德拉佩尼亚（西班牙語：Eduardo Cano de la Peña，1823年3月20日—1897年4月4日）是19世纪西班牙画家。

## 生平
1823年3月20日出生于马德里，是建筑家梅尔乔·卡诺的儿子。早年生活在塞维利亚，在匈牙利圣伊莎贝尔皇家美术学院学习绘画，学成后当过助理教师，影响了何塞和路易斯·希门内斯·阿兰达等画家。父母去世后来到马德里皇家圣费尔南多美术学院继续学习，师从费德里科·马德拉索和卡洛斯·路易斯·德·里贝拉-菲耶韦。
1856年以画作“拉比达修道院中的哥伦布”在西班牙国家美术展览会上摘得一等奖。晚年还担任塞维利亚美术博物馆馆长。

## 画集

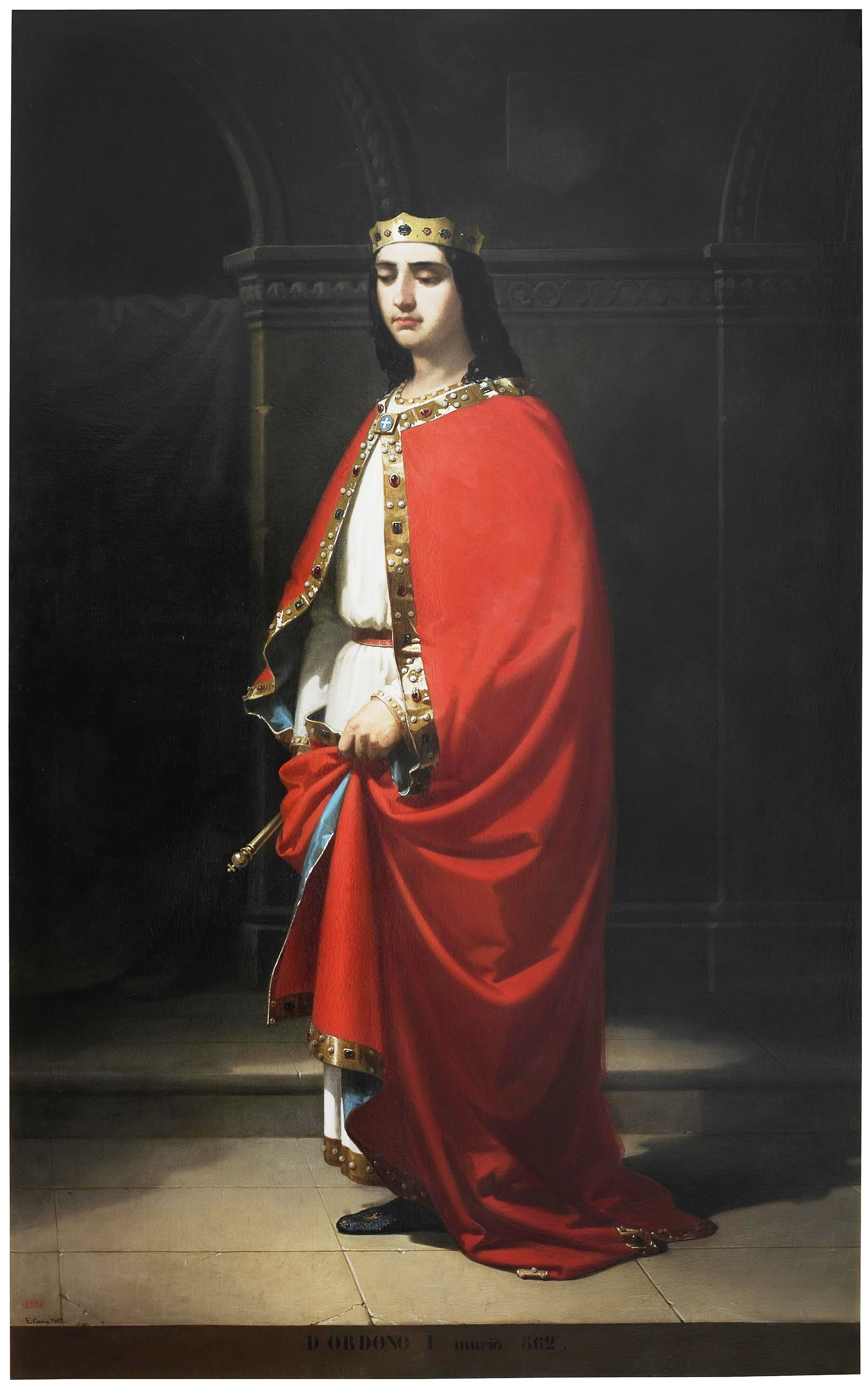
奧多尼奧一世，1852年
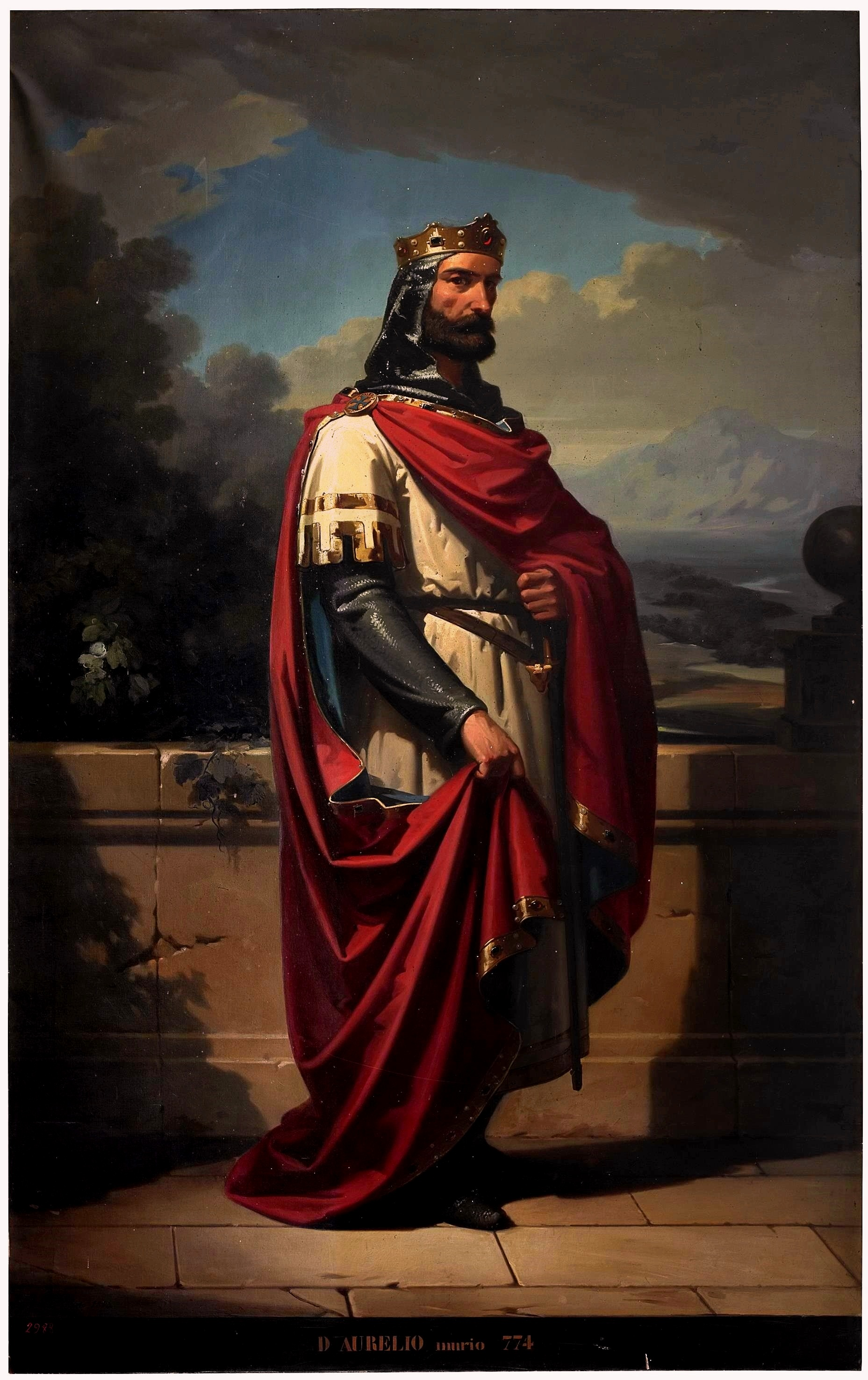
阿斯图里亚斯国王奥雷利欧，1853年
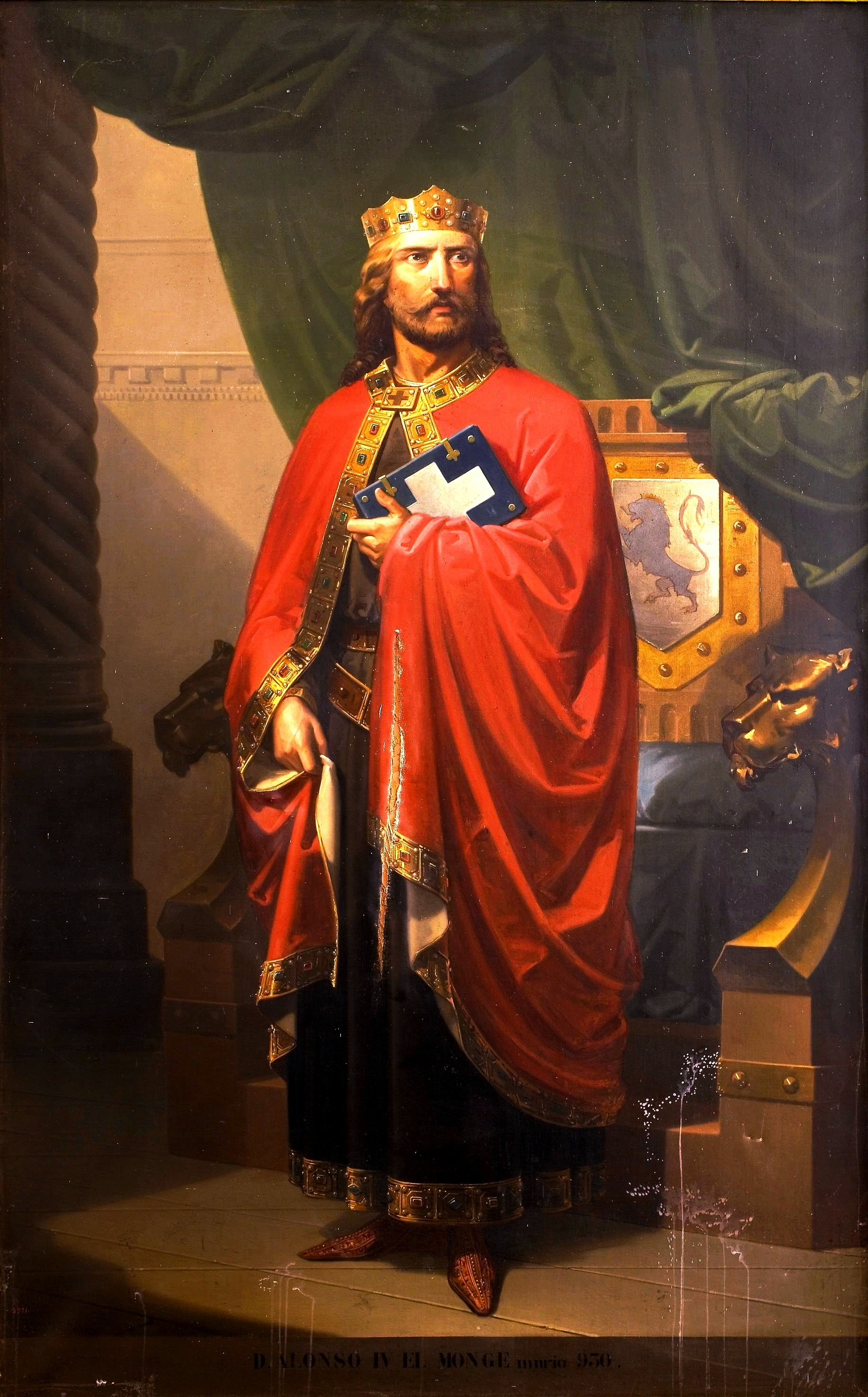
阿方索四世，约1851年
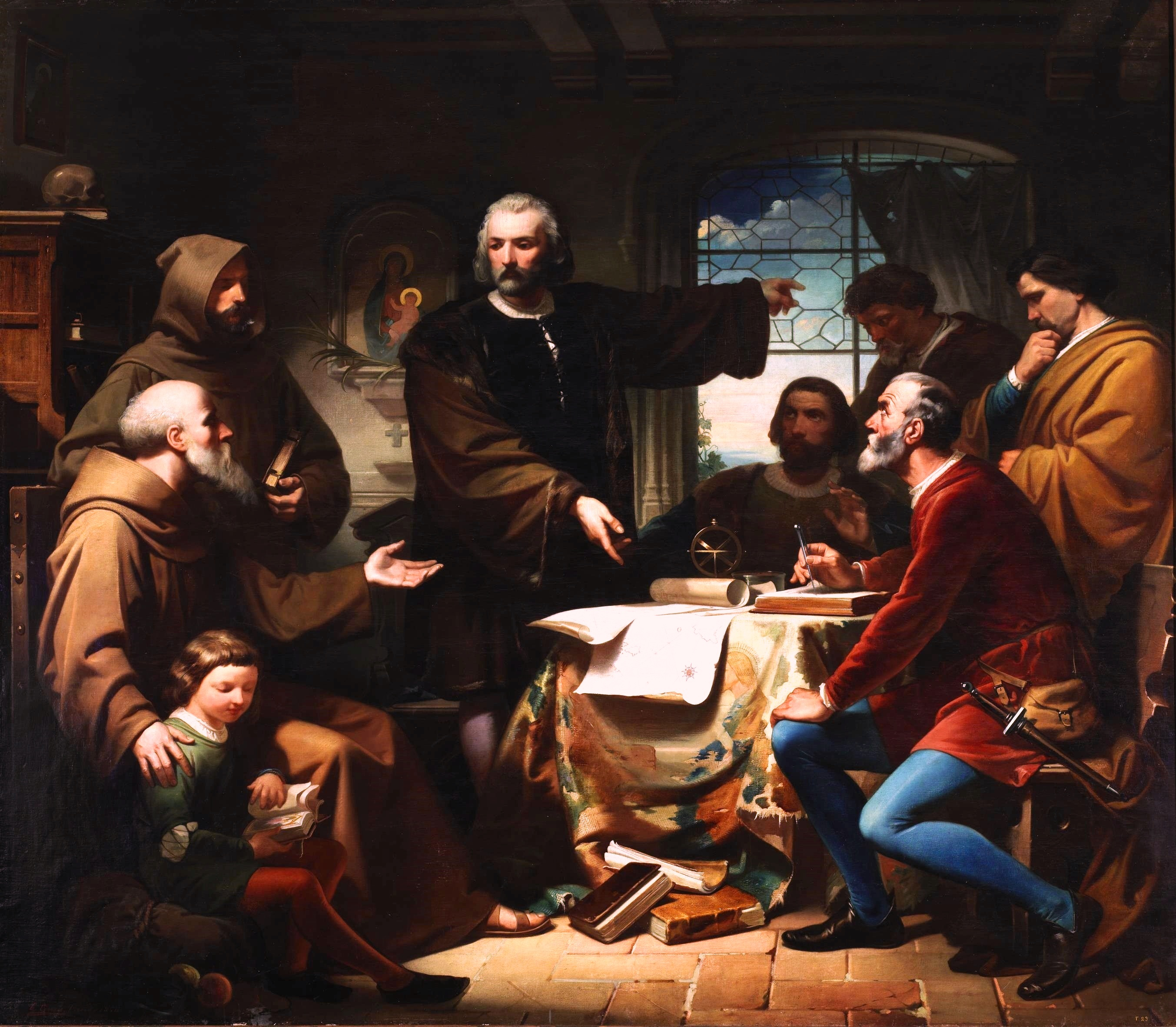
拉比达修道院中的哥伦布，1856年
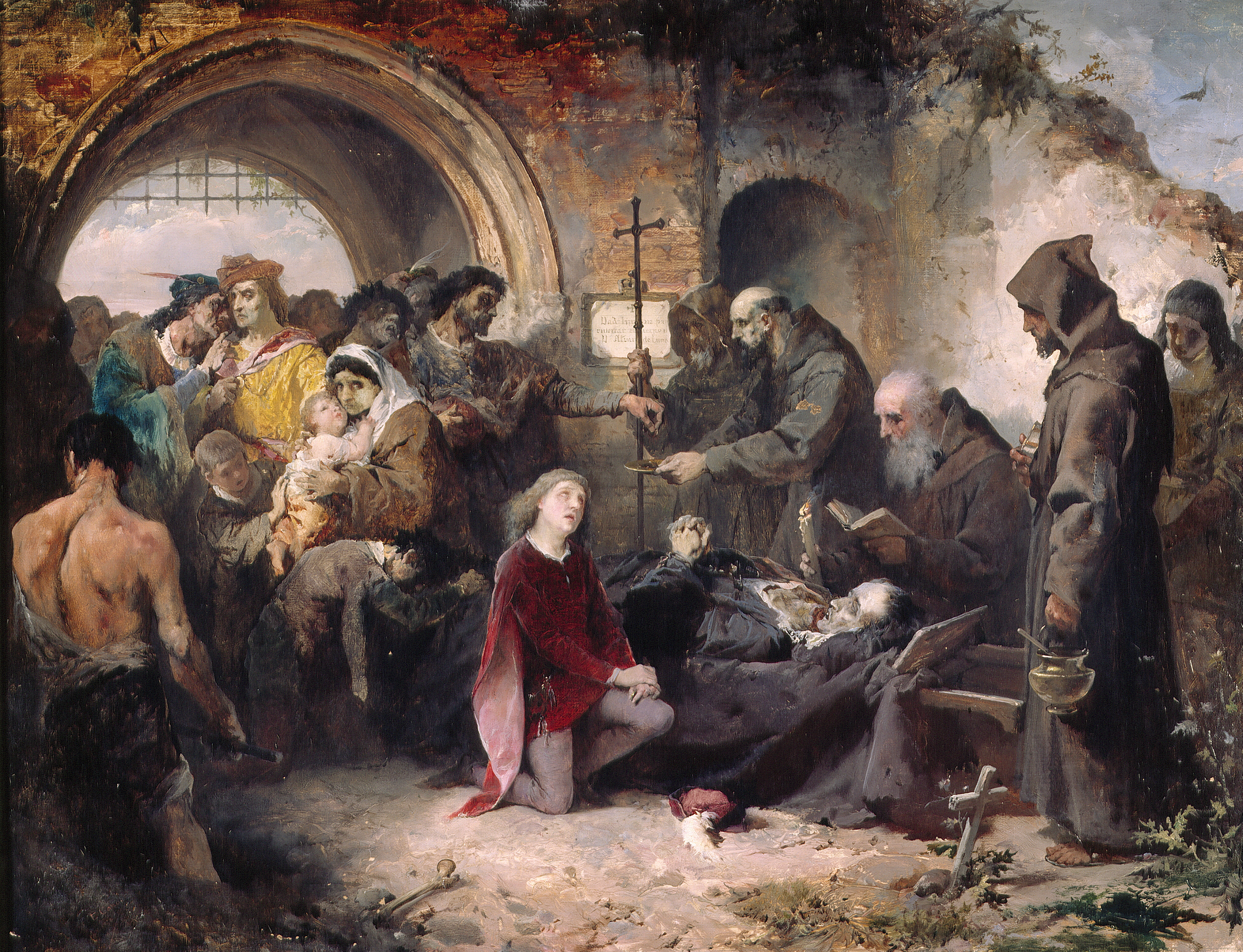
圣地亚哥骑士团最高长官阿尔瓦罗·德卢纳（英语：Álvaro de Luna）的葬礼，1858年
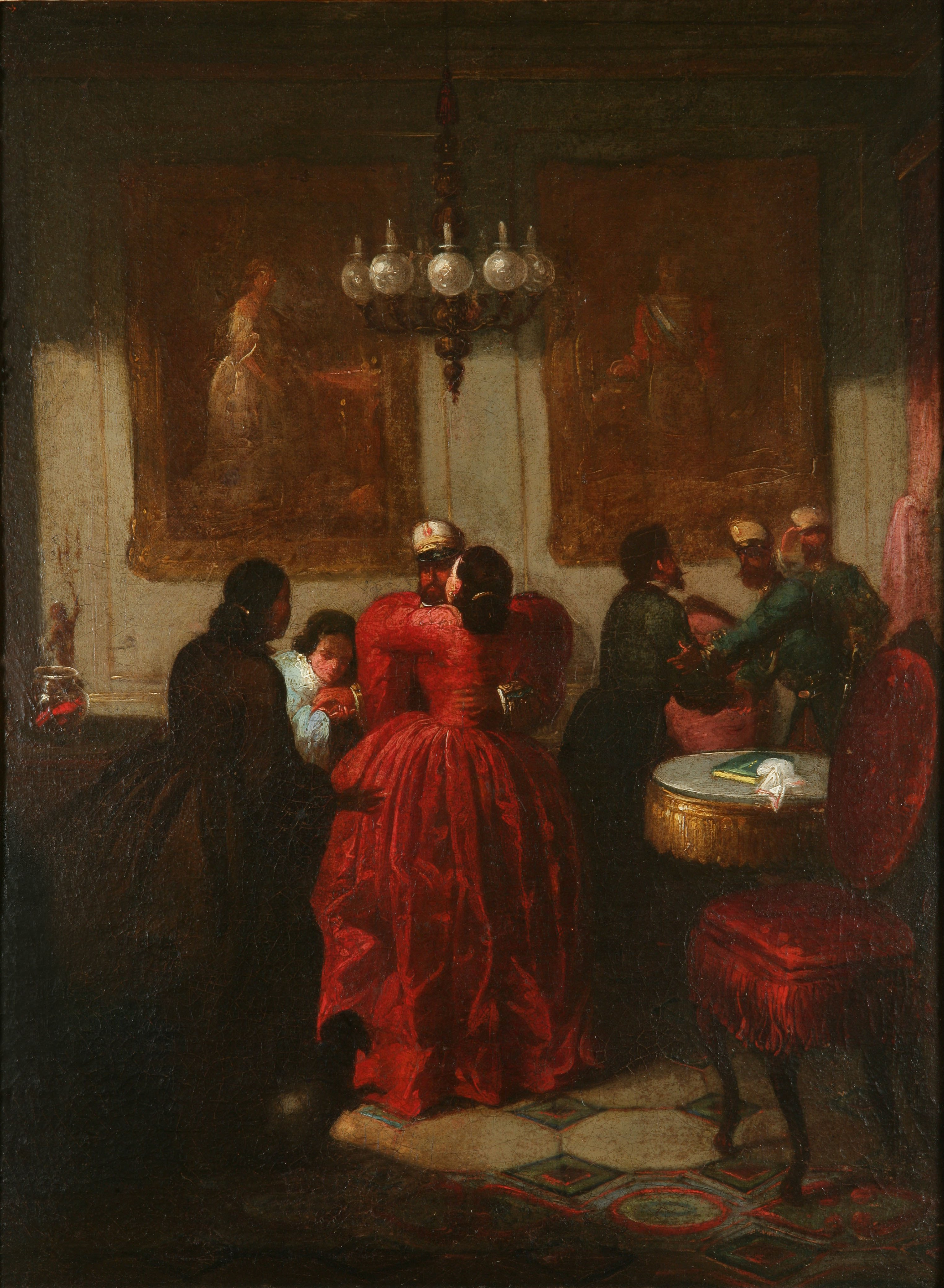
战争归来，1961年